# Vrchní stájník
Vrchní královský stájník neboli mistr královské stáje (maďarsky főlovászmester, německy Königlicher Oberststallmeister, latinsky agazonum regalium magistri nebo magister agazonum) je někdejší čestný titul vysokého dvorského hodnostáře v Uherském království.  

## Historie
Titul vznikl ve 13. století a je maďarským ekvivalentem konstábla či též nejvyššího štolby/podkoního.
Vrchní stájník měl na starost dozor nad královským hřebčínem. Ústřední hřebčín v Uhrách byl na ostrově Csepel, ale existovaly také další hřebčíny kolem královských sídel.  
Kromě královského dvora bylo nutné zajišťovat koně také pro potřeby vojska, pro královské posly a dopravce. Podél hlavních cest existoval systém, kdy na každé krajské hranici byly výměnné stáje, aby poslové či dvořané mohli cestovat s čerstvými koňmi. 